# Marta Benavides

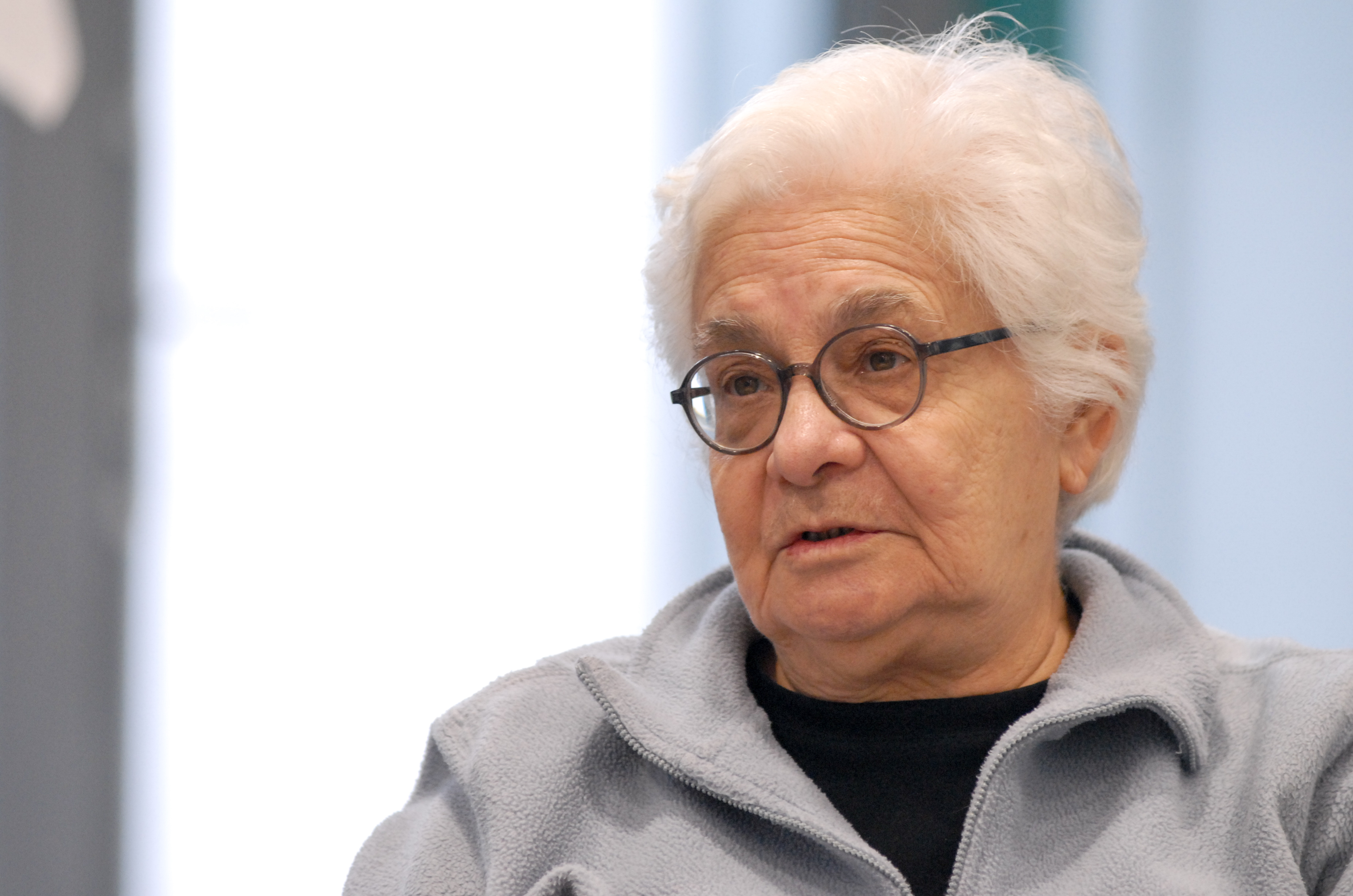
Marta Benavides, 2018

Mục sư Marta Benavides (sinh ra ở San Salvador, El Salvador) là một nhà thần học, thừa tác viên, giáo sĩ, nhà giáo dục, và nghệ sĩ.

## Hoạt động
Bà là một trong những nhà hoạt động cuối cùng còn sót lại từ nhóm những người ủng hộ nhân quyền và hòa bình ban đầu, những người bắt đầu công việc của họ trong những năm 1970 và trong một bầu không khí gia tăng của sự đàn áp. Một người lãnh đạo một cuộc cách mạng đại kết tập trung vào việc mang lại hòa bình cho đất nước của mình, mục sư được phong chức đã chọn sống và không chết vì cuộc cách mạng, đã đưa mọi người từ mọi lĩnh vực để bảo vệ nhân quyền và phát triển văn hóa hòa bình. Đầu những năm 1980, Benavides là người đứng đầu Ủy ban Đại kết viện trợ nhân đạo, một nhóm được Đức Tổng Giám mục Óscar Romero tài trợ để hỗ trợ các nạn nhân của bạo lực. Sau vụ ám sát Romero năm 1980, bà tiếp tục làm việc vì hòa bình lâu dài, năm 1982 Benavides phải sống lưu vong và làm việc trong thập kỷ tiếp theo từ Mexico và Hoa Kỳ để chấm dứt chiến tranh ở nước cô, và đạt được một thỏa thuận thương lượng theo Liên hợp quốc

## Làm việc vì hòa bình
Năm 1991 một năm trước khi hiệp định hòa bình được ký kết, Benavides trở về nước và thành lập Viện hợp tác quốc tế giữa các dân tộc, nơi thúc đẩy các giá trị và thực tiễn của văn hóa hòa bình. bà thành lập các trung tâm đào tạo cộng đồng và đi khắp cả nước để thực hiện các hội thảo về nông nghiệp bền vững, nhân quyền, phòng chống bạo lực cộng đồng và gia đình. bà đã thành lập Siglo XXIII, Phong trào thế kỷ 23 vì hòa bình bền vững hoạt động cho sự chuyển đổi xã hội thông qua văn hóa. http://www.earthrights.net/about/benavides.html Lưu trữ ngày 19 tháng 6 năm 2016 tại Wayback Machine

## Giải thưởng
Năm 2003, bà là một trong 33 người đoạt giải thưởng của Hội nghị thượng đỉnh thế giới dành cho phụ nữ vì sự sáng tạo của phụ nữ trong cuộc sống nông thôn. Năm 2005, bà nằm trong số 1.000 phụ nữ được đề cử giải Nobel Hòa bình. Năm 2009, bà đã được trao Giải thưởng Phụ nữ Hòa bình từ Viện Joan B. Kroc vì Hòa bình và Công lý tại Đại học San Diego, California. bà là một trong những đồng chủ tịch của Lời kêu gọi hành động toàn cầu chống lại nghèo đói (GCAP) và ngồi trên nhiều ban khác nhau ở cấp độ quốc tế. bà tiếp tục làm việc cho một nền văn hóa hòa bình ở đất nước và thế giới, thông qua các sáng kiến khác nhau tại Liên Hợp Quốc và với các phong trào xã hội dân sự. Một ví dụ về ý tưởng và suy nghĩ của bà được phổ biến tại Tạp chí Giáo dục Toàn cầu: Phỏng vấn Marta Benavides: Nhân quyền và Phong trào thế kỷ 23 Những phản ánh trong thế kỷ 21: Về cách phân biệt tầm quan trọng của Ngày Quốc tế Phụ nữ.